# Alexander Neil McLean
Pour les articles homonymes, voir Alexander McLean et McLean.
Alexander Neil McLean (12 novembre 1885-12 mars 1967) est un homme d'affaires et sénateur canadien du Nouveau-Brunswick.

## Biographie
Né à Hartland au Nouveau-Brunswick, McLean prend le contrôle de Connors Brothers Limited (en), entreprise de mareyage de Blacks Harbour au Nouveau-Brunswick, avec un groupe d'investisseurs dont son frère Allan. En tant que président de l'entreprise, McLean contribue à la création d'une des plus grandes entreprises productrices de cannage de sardines. 
En 1945, il est nommé au Sénat du Canada sous recommandation du premier ministre Mackenzie King. Il demeure représentant de la division néo-brunswickoise de Nouveau-Brunswick-Sud jusqu'à son décès en 1967.